# روتکی-کوسساکی
روتکی-کوسساکی (به لهستانی:  Rutki-Kossaki) یک روستا در لهستان است که در گمینا روتکی واقع شده‌است. روتکی-کوسساکی ۱٬۳۰۰ نفر جمعیت دارد و ۵۰ متر بالاتر از سطح دریا واقع شده‌است.